# Enrico Candiani
Pour les articles homonymes, voir Candiani.
Enrico Aldo Candiani (né le 29 septembre 1918 à Busto Arsizio en Lombardie et mort le 27 février 2008 dans la même ville) est un joueur de football italien, qui jouait au poste de milieu gauche.

## Biographie
Candiani le lombard est tout d'abord formé par des clubs de sa région natale avec tout d'abord le Pro Patria (équipe de sa ville natale) puis l'Ambrosiana Inter.
C'est avec ce dernier qu'il fait ses débuts professionnels en 1938, et y reste pendant cinq ans (remportant ses deux seuls titres, une coupe en 1939 et un championnat en 1940). Il part ensuite rejoindre la Juventus (avec qui il joue sa première rencontre le 22 septembre 1946 lors d'une victoire 1-3 contre l'Atalanta) pour une saison en 1946 (inscrivant notamment 15 buts en championnat).
Il retourne ensuite chez son club formateur lors de la saison suivante, à l'Aurora Pro Patria 1919, ou il reste deux ans. En 1949, il retourne à Milan, mais cette fois dans l'autre club de la ville, au Milan AC, mais n'y reste qu'une saison (8 buts en 22 matchs), avant de partir rejoindre Livourne la saison suivante.
Il termine sa carrière avec une ultime saison en 1951 à l'US Foggia, où il inscrit 7 buts en 21 matchs.

## Palmarès
| Ambrosiana - Championnat d'Italie (1) : - Champion : 1939-1940. - Coupe d'Italie (1) : - Vainqueur : 1938-39. |  | Juventus - Championnat d'Italie : - Vice-champion : 1946-47. |